# Vendehø
Vendehø är en kulle i Antarktis. Den ligger i Östantarktis. Norge gör anspråk på området. Toppen på Vendehø är 2 529 meter över havet.
Terrängen runt Vendehø är huvudsakligen kuperad, men åt sydost är den platt. Trakten är obefolkad. Det finns inga samhällen i närheten. 